# Krakowska szkoła ekonomii
Krakowska Szkoła Ekonomii (szkoła krakowska) – szkoła ekonomii powstała w dwudziestoleciu międzywojennym na Uniwersytecie Jagiellońskim.

## Przedstawiciele
Najbardziej znanymi przedstawicielami Krakowskiej Szkoły Ekonomii byli Adam Krzyżanowski, Adam Heydel i Ferdynand Zweig, ale w jej skład wchodzili również Stefan Schmidt, Stanisław Wyrobisz i Leon Oberlender. Wśród historyków myśli ekonomicznej nie ma jednak całkowitej zgody co do tego, kto był reprezentantem tej szkoły. Jedni uważają, że szkołę krakowską należy utożsamiać z powstałym w 1921 r. Towarzystwem Ekonomicznym w Krakowie, stanowiącym forum działalności badawczej, odczytowej i wydawniczej. Z kolei inni uważają, że założycielem szkoły krakowskiej był Włodzimierz Czerkawski, stąd też za jej przedstawicieli należy uznać wszystkich uczniów Czerkawskiego, takich jak chociażby Roman Franciszek Rybarski. Według Tadeusza Kowalika za młodsze pokolenie szkoły krakowskiej należy uznać: J. Libickiego, A. Zaubermana, W. Hagemajera oraz M. Breita.

## Założenia
Szkoła krakowska reprezentowała poglądy liberalne, w szczególności wolny rynek i wolny handel. Poszczególni przedstawiciele różnili się co do preferowanych rodzajów liberalizmu. Ferdynand Zweig reprezentował liberalizm egalitarny, a Adam Krzyżanowski i Adam Heydel proponowali liberalizm klasyczny. Za to Roman Rybarski uznawany jest za narodowego liberała. Ekonomiści krakowscy krytykowali etatyzm i interwencjonizm gospodarczy, które były elementami gospodarki II Rzeczypospolitej. Zasadniczą różnicą między szkoła austriacką a szkoła krakowską stanowi stosunek do pierwszego sporu o metodę (Methodenstreit). O ile szkoła austriacka, pod względem metodologicznym, ma charakter antyempiryczny, o tyle ekonomiści krakowscy łączyli badanie empiryczne z dedukcyjnymi.
Antyetatystyczne argumenty ekonomistów szkoły krakowskiej możemy pogrupować w trzy zasadnicze kategorie:
1. Argumenty natury politycznej – rozwój etatyzmu ogranicza wolność jednostki, co może skutkować narodzinami totalitaryzmu.
2. Argumenty natury moralnej – nadmierna działalność państwa skutkuje wzrostem przestępczości, wynikającym z poczucia niesprawiedliwości prawa i braku aprobaty społecznej. Ponadto zbyt duża liczba urzędników deprawuje rządzących; jest korupcjogenna.
3. Argumenty natury ekonomicznej – poziom rentowności przedsiębiorstw państwowych jest z reguły niższy; wynika to często z ułomności natury ludzkiej.